# M2 (lanciafiamme)
Il lanciafiamme M2 (M2-2) è un lanciafiamme a zaino portatile usato durante la seconda guerra mondiale.
Era il successore dei lanciafiamme M1 e M1A1. Anche se il tempo per scaricare le bombole è di 7 secondi, e la gittata di circa 33 m, era comunque una arma molto funzionale e multiruolo. Comunque, con l'arrivo sempre più massiccio di carri armati e specialmente di carri armati lanciafiamme, la necessità che i fanti si esponessero al fuoco nemico diminuì.
Anche se alcuni M2 furono venduti o riutilizzati per dei test, la maggior parte fu eliminata quando furono dichiarati obsoleti.

## Utilizzo
La M2 è stata utilizzata principalmente contro posizioni fortificate, generalmente nel teatro del pacifico. A volte era utilizzato contro veicoli corazzati, con effetti simili ad un attacco con una molotov. Un'altra tattica era data dal cosiddetto Corkscrew and Blowtorch, in cui un uomo con Bazooka stanava i giapponesi dalle loro posizioni, e l'uomo con il lanciafiamme uccideva gli uomini all'aperto.

## Varianti

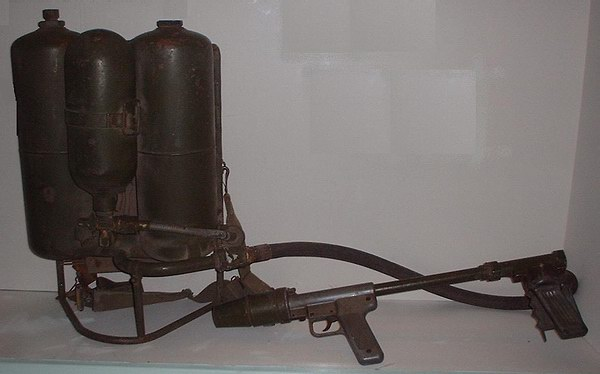
M2A1

La M2A1-7 era un lanciafiamme usato dalle truppe statunitensi durante la Guerra in Vietnam, il quale era la versione aggiornata dell'M2-2.
Ha quattro comandi:
- Dietro l'impugnatura posteriore: sicura di fuoco
- Davanti all'impugnatura posteriore: grilletto
- Sopra la parte anteriore: sicura dell'innesco
- Sotto la parte anteriore: grilletto dell'innesco

Alcuni lanciafiamme dell'esercito hanno un'impugnatura a pistola anteriore, della stessa forma di quella posteriore, su cui sono i controlli dell'innesco, nella stessa posizione di quelli sull'impugnatura posteriore. La M9A1-7 è stata poi sostituita dal lanciagranate M202.

## Operatori
- Stati Uniti
- Australia[1]
- Filippine
- Brasile
- Giappone (dopo la seconda guerra mondiale la Jieitai è stata fornita di un lanciafiamme derivato dall'M2 prodotto sul territorio nazionale)[2]

## L'M2 nella cultura di massa
- In ambito videoludico, il Lanciafiamme M2 compare nel videogioco The Punisher[3] e in Call of Duty: World at War.
- In ambito cinematografico, compare nel film La battaglia di Hacksaw Ridge durante uno dei combattimenti.